# Hadropithecus
Hadropithecus («громіздка мавпа» від грецького ἁδρός (hadros), «громіздкий, великий» + πίθηκος (pithekos), «мавпа») — вимерлий рід лемурів середнього розміру, або мокроносих приматів, з Мадагаскару, який включає один вид, Hadropithecus stenognathus. Через свою рідкість і відсутність достатньої кількості скелетних останків він є одним із найменш вивчених вимерлих лемурів. Плани тіла та зубів, і Archaeolemur і Hadropithecus, свідчать про наземний спосіб життя та дієту, подібну до сучасних бабуїнів. У гадропітека були подовжені моляри та коротка потужна щелепа, що свідчить про те, що він був одночасно пасовищним і насінняїдом.
Мавпячі лемури вважаються найбільш тісно пов'язаними з нині живими індриїдами та нещодавно вимерлими Palaeopropithecidae. Гадропітеки жили у відкритому середовищі існування на Центральному плато, південному та південно-західному регіонах Мадагаскару. Він відомий лише з субфосилій. Він вимер приблизно в 444–772 роках нашої ери, незабаром після прибуття людей на острів.